# Трой (Мічиган)
Трой (англ. Troy) — місто (англ. city) в США, в окрузі Окленд штату Мічиган. Населення — 87 294 особи (2020).

## Географія
Трой розташований за координатами 42°35′2″ пн. ш. 83°8′44″ зх. д. / 42.58389° пн. ш. 83.14556° зх. д. (42.583883, -83.145533).  За даними Бюро перепису населення США в 2010 році місто мало площу 87,13 км², з яких 86,70 км² — суходіл та 0,43 км² — водойми.

### Клімат
| Клімат : Трой           | Клімат : Трой | Клімат : Трой | Клімат : Трой | Клімат : Трой | Клімат : Трой | Клімат : Трой | Клімат : Трой | Клімат : Трой | Клімат : Трой | Клімат : Трой | Клімат : Трой | Клімат : Трой | Клімат : Трой |
| Показник                | Січ.          | Лют.          | Бер.          | Квіт.         | Трав.         | Черв.         | Лип.          | Серп.         | Вер.          | Жовт.         | Лист.         | Груд.         | Рік           |
| Абсолютний максимум, °C | 18,9          | 18,3          | 25,6          | 30,6          | 33,3          | 38,9          | 40,0          | 38,3          | 36,7          | 32,2          | 26,1          | 17,8          | 40,0          |
| Середній максимум, °C   | −1,1          | 1,1           | 7,2           | 14,4          | 21,1          | 26,1          | 27,8          | 26,7          | 22,8          | 15,6          | 7,8           | 1,1           | 14,3          |
| Середній мінімум, °C    | −8,9          | −7,8          | −3,3          | 2,2           | 8,9           | 13,9          | 16,1          | 15,6          | 11,7          | 5,6           | 0,0           | −5,6          | 4,1           |
| Абсолютний мінімум, °C  | −29,4         | −24,4         | −20,6         | −13,3         | −4,4          | 1,1           | 5,0           | 4,4           | −0,6          | −7,2          | −16,7         | −23,9         | −29,4         |
| Норма опадів, мм        | 45            | 51            | 55            | 70            | 80            | 83            | 73            | 73            | 79            | 75            | 70            | 56            | 810           |
| ----------------------- | ------------- | ------------- | ------------- | ------------- | ------------- | ------------- | ------------- | ------------- | ------------- | ------------- | ------------- | ------------- | ------------- |
| Джерело: Intellicast    |               |               |               |               |               |               |               |               |               |               |               |               |               |

## Демографія
Згідно з переписом 2010 року, у місті мешкало 80 980 осіб у 30 703 домогосподарствах у складі 22 443 родин. Густота населення становила 929 осіб/км².  Було 32907 помешкань (378/км²).
Расовий склад населення:
| - 74,1 % — білих - 19,1 % — азіатів - 4,0 % — чорних або афроамериканців - 0,2 % — корінних американців |

До двох чи більше рас належало 2,0 %. Частка іспаномовних становила 2,1 % від усіх жителів.
За віковим діапазоном населення розподілялося таким чином: 23,8 % — особи молодші 18 років, 62,4 % — особи у віці 18—64 років, 13,8 % — особи у віці 65 років та старші. Медіана віку мешканця становила 41,8 року. На 100 осіб жіночої статі у місті припадало 97,0 чоловіків;  на 100 жінок у віці від 18 років та старших — 93,5 чоловіків також старших 18 років.
Середній дохід на одне домашнє господарство  становив 104 522 долари США (медіана — 85 027), а середній дохід на одну сім'ю — 121 087 доларів (медіана — 101 098). Медіана доходів становила 82 440 доларів для чоловіків та 56 361 долар для жінок. За межею бідності перебувало 6,9 % осіб, у тому числі 8,3 % дітей у віці до 18 років та 5,9 % осіб у віці 65 років та старших.
Цивільне працевлаштоване населення становило 39 938 осіб. Основні галузі зайнятості: освіта, охорона здоров'я та соціальна допомога — 26,1 %, виробництво — 19,1 %, науковці, спеціалісти, менеджери — 17,4 %.